# 梅赛德斯-奔驰A级
梅赛德斯-奔驰A级（德語：Mercedes-Benz A-Klasse）是德國汽車製造商梅賽德斯-賓士旗下所生產的一款小家庭式房車，使用特殊夾層式前驅底盤設計的小型車系列，也是全品牌底下入門的車系，有三門掀背與五門掀背兩種車體。車廠內部代號W168的第一代車款是在1997年上市，第二代的W169則是在2004年大改款，第三代的W176則是在2012年下半年推出，在造型設計上正式捨棄了前兩代車款的小型MPV設定，以豪華運動鋼砲之姿進入高級掀背車市場。A-Class之水箱罩沿續了新世代 Mercedes-Benz車款的設計風格，採用了以車頭大型的三芒星廠徽為中心，並向兩側延伸的點矩狀護柵設計，而這設計也成為了新一代W176 A-Class造型上的最大特徵。W176 A 45 AMG 的「45」 是為了紀念 AMG 建廠 45 週年，與排氣量和動力輸出沒有直接關係。而談到動力表現，A 45 AMG 所採用的 2.0 升渦輪增壓直列 4 缸汽油引擎和 4Matic 四驅系統，也為其帶來了不少話題性，其 360 匹最大馬力能夠於 6,000 轉產出，並能夠於 2,250 轉至 5,000 轉之間產出 45.9 公斤米最大扭力。能夠從排氣量僅有 2.0 升的引擎，榨出如此恐怖的動力輸出，是 AMG 集當前動力科技之大成的成果。高壓的壓電式缸內直噴系統、全鋁合金曲軸箱，搭配輕量化的鍛造曲軸與活塞，還有摩擦係數優化的活塞環、汽缸壁的 NANOSLIDE 缸壁奈米鍍膜技術等，讓引擎有著極佳的運轉精緻度。更可貴的是，搭載此強悍動力的 A 45 AMG 已通過了 EU6 歐盟 6 期的排放法規，並沒有因為性能而犧牲環保。第四代代號W177於2020年的大改款A-Class以更為進化的MFA2底盤而生，披上Mercedes-Benz嶄新家族面貌與顛覆豪華小型車格局的內裝設計，再加上全新高效能的動力系統，讓A-Class實力大幅躍進。基於新進化的MFA2底盤基礎，加上新世代外觀造型設計，讓A-Class整體車身尺碼較前世代明顯放大，車長增加了120mm來到4419mm，車寬提升16mm為1796mm，車高則稍微長高為1440mm，軸距長度則足足增加30mm達到2729mm。。
此系列是梅賽德斯-賓士所有汽車產品中（懸掛不同品牌的Smart除外）最便宜的車款，售價與BMW 1系列和奧迪A3相約，比福士Golf略貴。

## 第二代（W169；2004年）

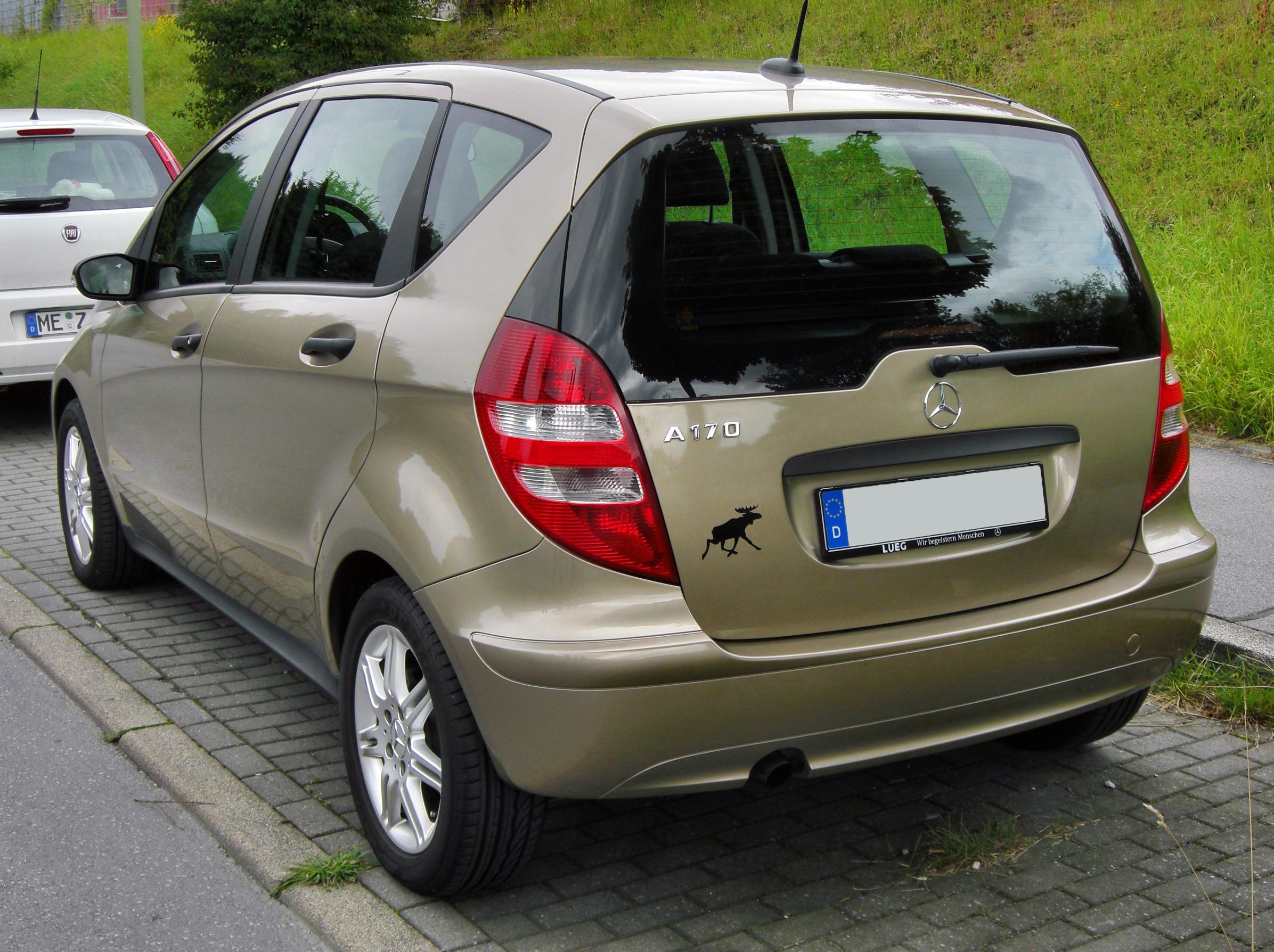
車尾